# ブロック・ケベコワ
ブロック・ケベコワ（フランス語: Bloc Québécois）は、カナダにおける政党。カナダ連邦議会下院（庶民院）においてケベック地域の権益を代表するとともに、ケベック独立運動を背景として活動している。政治的立場は左翼・社会民主主義。略称はBQ。1991年創設。創設者はカナダ進歩保守党のブライアン・マルルーニー政権で閣僚入りしたルシアン・ブシャール。現在の党首はイブ・フランソワ・ブランシェット。日本語ではケベック連合とも訳される。その名の通り、ケベックのみで活動し、労働組合と地域住民を支持基盤としている。

## 概要
ケベック連合は、1990年のミーチレイク協定破綻を受け、創設者のルシアン・ブシャールも含む5人のカナダ進歩保守党員と2人のカナダ自由党員のケベック民族主義議員による院内会派として成立し、後に政党となった。ケベック州のフランス系カナダ人（ケベック人）を支持基盤とし、ケベック州の主権獲得を党是に掲げる。
最初に参加した1993年の連邦議会選は54議席を獲得し全国では自由党に対しての最大野党となった。1995年にケベック党が提案したケベック独立住民投票では独立賛成をアピールするも独立が否決された。
2005年には保守党・新民主党と連携して自由党政権への不信任案を可決させるなど、少数派内閣の場合にはカナダ政界のキャスティング・ボートを握ることもあった。2008年10月14日の総選挙では全308議席のうち49議席を獲得する等、同州はカナダ国内で2位の人口を擁し、結党以来十数年は順調に党勢を維持していたが、2011年5月2日の総選挙で新民主党に大敗し、45議席を失い4議席のみの小勢力となり、公式政党としての資格を喪失。ジル・ジュセップ党首は辞任した。
2019年にイブ・フランソワ・ブランシェットが党首に就任。2019年総選挙では32議席を獲得し、全国では自由党、保守党に次ぐ3番目の地位を獲得した。

## 政策
労働運動主体の左派の社会民主主義政党、フランス系住民を中心としたフランス語、ケベック文化の強化とケベック独立を主張する左翼ナショナリズム政党と言われるが、創設者は右派カナダ進歩保守党出身であり、二代目党首のミチェル・ゴーティエは後にカナダ保守党に所属するなど、ケベック民族主義の元に右派から左派まで広く取り込んでいる包括政党ともいえる。支持者は都市部の左派労働者層から農村部の保守派まで幅広く支持されている。ブロック・ケベコワは連邦議会のみに参加しており、ケベック州議会に参加しているケベック党（パルティ・ケベコワ：Parti Québécois）とは協力関係にある。
主な政策は以下の通りである。
- ケベック独立運動
- 環境主義、京都議定書の支持
- 妊娠中絶の権利
- LGBTの権利、同性婚の認可
- 安楽死の合法化
- 元老院 (カナダ)の廃止
- カナダ軍のアフガニスタン派兵からの撤退、イラク戦争反対。
- 君主制の廃止

## 歴代党首
- 初代：ルシアン・ブシャール（1990〜1996）
- 2代：ミチェル・ゴーティエ（1996〜1997）
- 3代：ジル・ジュセップ（1997〜2011）
- 4代：ダニエル・パイェ（2011〜2013）
- 5代：マリオ・ボーリュー（2014〜2015）
- 6代：マルティーヌ・ウエレ（2017〜2018）
- 7代：イブ・フランソワ・ブランシェット（2019～）

## 選挙結果
|      | 獲得議席 | 得票数    | % 得票率 (カナダ) | % 得票率 (ケベック) |
| ---- | -------- | --------- | ----------------- | ------------------- |
| 1993 | 54       | 1,846,024 | 13.5%             | 49.3%               |
| 1997 | 44       | 1,385,821 | 10.7%             | 37.9%               |
| 2000 | 38       | 1,377,727 | 10.7%             | 39.9%               |
| 2004 | 54       | 1,680,109 | 12.4%             | 48.9%               |
| 2006 | 51       | 1,553,201 | 10.5%             | 42.1%               |
| 2008 | 49       | 1,379,628 | 10.0%             | 38.1%               |
| 2011 | 4        | 889,788   | 6.0%              | 23.4%               |
| 2015 | 10       | 818,652   | 4.7%              | 19.3%               |
| 2019 | 32       | 1,376,135 | 7.7%              | 32.5%               |
| 2021 | 32       | 1,301,615 | 7.7%              | 32.1%               |
| 2025 | 22       | 1,233,004 | 6.3%              | 27.7%               |